# Místní právo v Alsasku-Moselsku

Vývoj hranic Alsaska a Lotrinska od roku 1871.

Místní právo v Alsasku-Moselsku (též Místní právo v Alsasku-Lotrinsku, francouzsky droit local alsacien-mosellan) je právní systém ve Francii, který na původně od roku 1871 německým císařstvím anektovaných a posléze v roce 1918 navrácených francouzských teritoriích Alsaska-Lotrinska (dnešní departementy Bas-Rhin, Haut-Rhin a Moselle) zachovává platnost opatření zavedených německou správou v případech, kdy jsou tato pro obyvatele příznivější.

## Institut místního práva
Institut místního práva byl vytvořen při navracení Alsaska-Lotrinska Francii v roce 1919 a dotýká se:
- francouzských zákonů platných před rokem 1870, zachovaných německou vládou, ale zrušených ve Francii v době trvání anexe;
- německých zákonů vydaných Německým císařstvím mezi lety 1871 a 1918;
- předpisů týkajících se Alsaska-Lotrinska přijatých místními správami;
- francouzských zákonů vydaných po roce 1918, ale týkajících se pouze dotyčných tří departementů.

Rozhodovat mezi místním a všeobecným právem měl republikový komisař, který měl za úkol znovunastolení francouzské správy. Tato opatření byla považována za dočasná (některé texty stále zůstávají v německém znění). Dvěma zákony z 1. června 1924 se stala trvalými.

## Náboženství
Nejviditelnější z právních odlišností je absence odluky církve od státu — ačkoliv ústavní právo na svobodu náboženství je zaručeno. Na území departementů Alsaska-Moselska stále platí francouzský stav z doby před rokem 1905 zavedený konkordátem z roku 1801, který byl potvrzený (tzv. Konkordát v Alsasku-Moselsku) roku 2013 Ústavní radou Francie. Na základě konkordátu stát zajišťuje finanční podporu římskokatolické církvi, luteránské církvi, kalvinismu a židovství, stejně jako umožňuje výuku těchto náboženství na veřejných školách (rodiče mají právo náboženskou výchovu svého dítěte odmítnout). Kněží dotyčných náboženství jsou placeni státem, katolické biskupy jmenuje prezident Francouzské republiky na základě návrhu od papeže (jedná se o štrasburského arcibiskupa a métského biskupa). Státní Štrasburská univerzita nabízí studium teologie a je známá svými přednáškami protestantské teologie.
Protože v zemi jako je Francie, kde jsou církev a stát jinak od sebe odloučeny více než ve většině jiných zemí, je takovýto stav nezvyklý, pravidelně se objevuje polemika o jeho přiměřenosti a přiměřenosti dalších specifických právních postavení departementů v Alsasku-Moselsku. Volnomyšlenkáři se snaží prosadit zastavení veřejného financování církví, vyznavači islámu, který je dnes druhým největším náboženstvím ve Francii, se zase snaží získat si pro sebe pozici obdobnou těm, které požívají čtyři výše zmíněná náboženství. I přes existenci těchto sporů na území ovšem stále trvá status quo.

## Některá konkrétní opatření
- volby : od voleb v roce 1919 mohou být přihlášky kandidátů voleb rozšiřovány ve francouzštině (oficiálním jazyce) a volitelně doplněny německým překladem (i dnes je většina přihlášek stále dvojjazyčných);
- místní pracovní právo (francouzsky Code professionnel local):
  - dva volné dny navíc (Velký pátek a 26. prosinec) od roku 1894;
  - vykonávání pracovní činnosti o nedělích a volných dnech je obecně zakázáno[4] od roku 1900;
- místní systém sociálního zabezpečení, zahrnující:
  - dodatečné povinné pojištění;
  - nemocenskou v plné výši platu v případě krátké nepřítomnosti v zaměstnání ze zdravotních důvodů;
- osobní bankrot;
- odlišnou právní úpravu pro spolky;
- postavení náboženství (viz výše);
- postavení živnostníků;
- postavení výrobců alkoholických nápojů;
- sociální dávky: obce jsou povinny poskytovat pomoc osobám bez prostředků;
- zvláštní pravidla lovu, mj.:
  - vlastník pozemku není vlastníkem zvěřiny, nemá právo zakázat lov na svých pozemcích;
  - povolení k lovu jsou spravována obcemi, které je prodávají v aukcích na dobu devíti let;
  - lovci jsou zodpovědní za škody způsobené při lovu;
- pozemková kniha (francouzsky livre foncier) není vedena daňovým úřadem, nýbrž soudem;
- větší kompetence obcí (komunální právo);
- menší množství lékáren než v jiných oblastech (např. 1 na 3 500 osob v Alsasku-Moselsku, 1 na 2 500-3 000 jinde);

Další odlišností je, že na území departementů Alsaska-Moselska jezdí na dvojkolejných tratích vlaky vpravo, jako je tomu v Německu, zatímco zbytek Francie uplatňuje levostranný provoz, po vzoru britských průkopníků železnice.
Od konce 20. století byla některá opatření místního práva integrována do všeobecného práva (např. sociální zabezpečení, osobní bankrot, sociální dávky).